# Marta Minujín
Marta Minujín (sinh năm 1943) là một nghệ sĩ trình diễn người Argentina.

## Tiểu sử và công việc

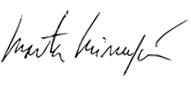
Signature.

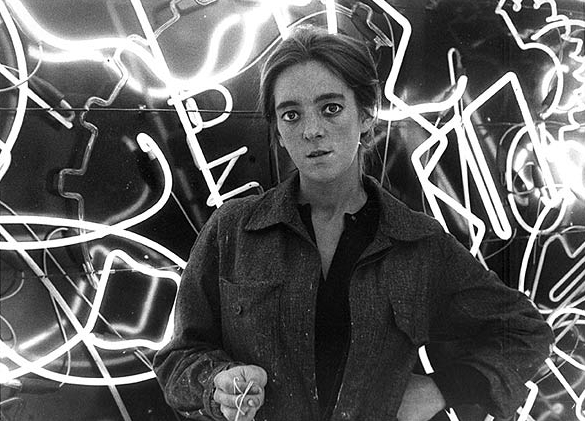
Minujín bên trong La Menesunda, một triển lãm năm 1965..

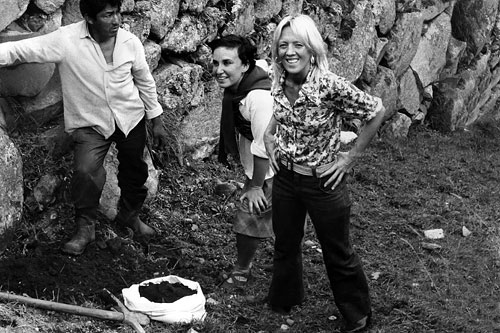
Comunicating with Earth, cuối thập kỷ 1970s.

Minujín vào năm 2011, được Cơ quan lập pháp của Buenos Aires trao giải thưởng.

Marta Minujín được sinh ra trong khu phố San Telmo của Buenos Aires. Cô đã gặp một nhà kinh tế trẻ tuổi, Juan Carlos Gómez Sabaini, và kết hôn với anh trong bí mật vào năm 1959; hai vợ chồng có hai con. Là một sinh viên của Viện Nghệ thuật Đại học Quốc gia, lần đầu tiên cô trưng bày tác phẩm của mình trong một chương trình năm 1959 tại Teatro Agón. Học bổng của Quỹ Nghệ thuật Quốc gia cho phép cô đến Paris với tư cách là một trong những nghệ sĩ trẻ người Argentina nổi bật trong Pablo Curatella Manes và Ba mươi người Argentina của Thế hệ mới, một cuộc triển lãm năm 1960 được tổ chức bởi nhà điêu khắc nổi tiếng kiêm thẩm phán Paris Biennale.
Thời gian ở Paris đã truyền cảm hứng cho cô tạo ra "tác phẩm điêu khắc có thể sống được", đáng chú ý là La Destrucción, trong đó cô lắp ráp nệm dọc theo Impasse Roussin, chỉ để mời các nghệ sĩ tiên phong khác trong đoàn tùy tùng của mình, bao gồm Christo và Paul-Armand Gette, để tiêu diệt trưng bày. Tác phẩm năm 1963 này sẽ là tác phẩm đầu tiên trong "Hạnh phúc" của cô - những sự kiện như chính tác phẩm nghệ thuật; trong số những người chủ trì của cô trong thời gian ở đây là Bộ trưởng Tài chính Valéry Giscard d'Estaing (sau này là Tổng thống Pháp).
Cô đã giành được một giải thưởng quốc gia vào năm 1964 tại Học viện Torcuato di Tella của Buenos Aires, nơi cô đã chuẩn bị hai sự kiện: Eróticos en techncolor và Revuélquese y viva tương tác (Lăn quanh trên giường và sống). Cabacheata của cô (Cavalcade) được phát sóng trên Truyền hình Công cộng năm đó, và liên quan đến những con ngựa với xô sơn được buộc vào đuôi của chúng. Những màn trình diễn này đã đưa cô đến thành phố Montevideo gần đó, nơi cô tổ chức Sucesos (Sự kiện) tại Sân vận động Tróccoli của thủ đô Uruguay với 500 con gà, các nghệ sĩ có hình dạng tương phản, xe máy và các yếu tố khác.